# Dan Waern

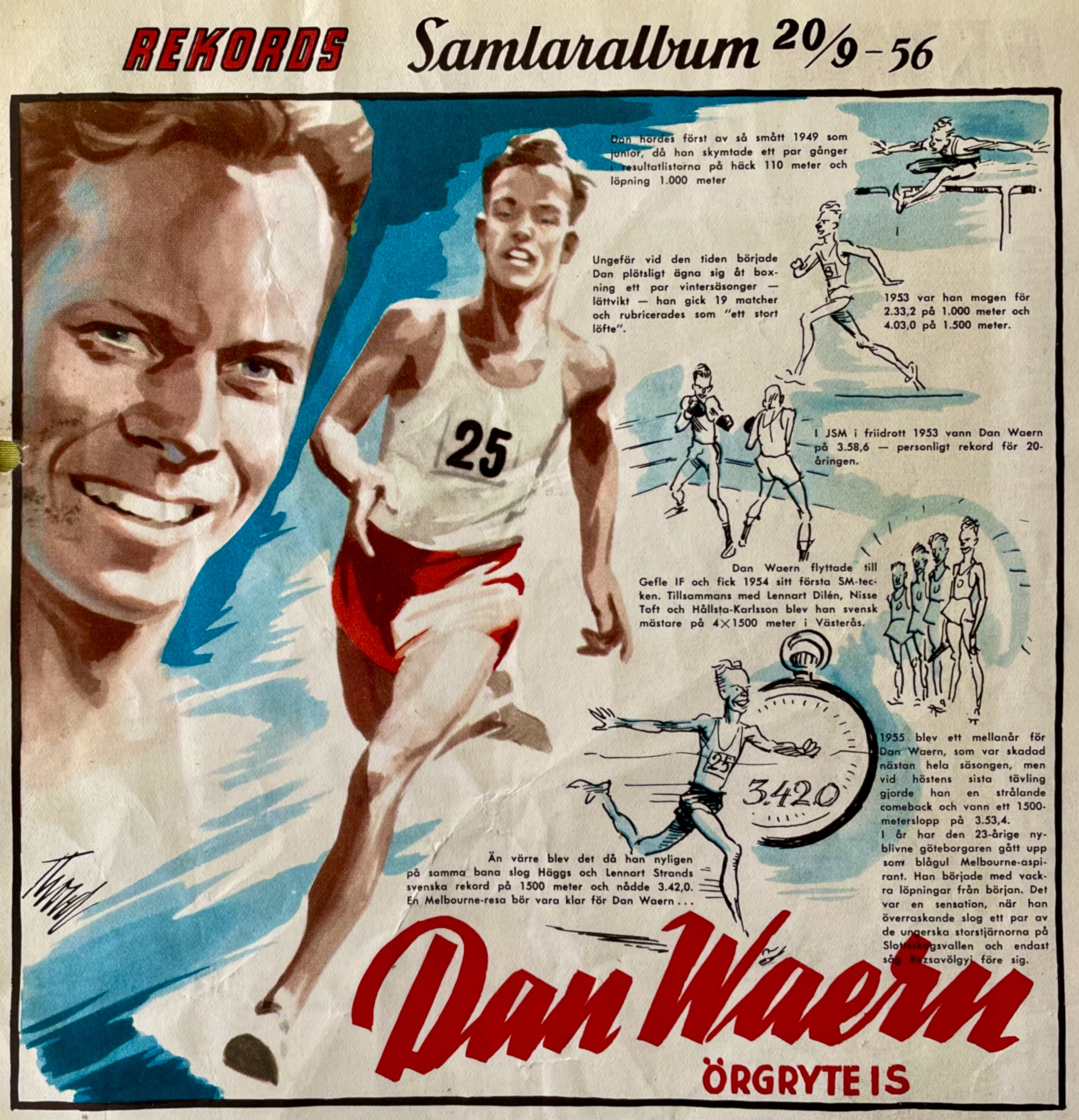
Presentation i september 1956 av Dan Waern i Rekord-Magasinet nr 39-1956.

Dan John Rune Waern, (uttal: [væ:ɳ]) född 17 januari 1933, är en svensk före detta medeldistanslöpare. Åren före 1961 tillhörde han världseliten, med EM-silver 1958 i Stockholm och fjärdeplats på OS i Rom 1960 – båda på 1 500 meter. År 1957 blev han förste svensk att notera en drömmil. Detta år fick han motta Svenska Dagbladets guldmedalj.
Åren 1958–1959 satte Waern tre världsrekord på den icke-olympiska distansen 1 000 meter, som bäst 2.17,8 min. Hans bästa tid på 1 500 meter var 3.38,6 (1960). År 1961 blev Waern avstängd från tävlingslöpning, efter brott mot amatörreglerna. Han höll vid det tillfället de svenska rekorden på minst fem löpsträckor.

## Biografi

### Tidiga år
Dan Waern föddes och växte upp i Sköldinge i Södermanlands län. Som ung sysslade Waern även med fotboll och boxning, men snart bestämde han sig för att satsa på löpning. Hans favoritsträcka var 1 000 meter, vilken tyvärr inte var någon olympisk distans.
Waern tävlade för Flens IF och Gefle IF; vid de båda OS-framträdandena 1956 och 1960 var han medlem av Örgryte IS.

### 1950-talet
Den 6 augusti 1956 slog Dan Waern Gunder Häggs svenska rekord på 1 500 m från 1944 (liksom Lennart Strands från 1947), 3.43,0, med ett lopp på 3.42,0. Han förlorade sitt rekord senare samma år till Ingvar Ericsson. Detta år deltog han även i OS i Melbourne, men han blev utslagen i försöken på 1 500 meter. 
Den 11 juli 1957 återtog Waern det svenska rekordet på 1 500 m med ett lopp på 3.40,8. Den 24 augusti förbättrade han dessutom Tage Ekfeldts svenska rekord på 800 meter från 1953 på 1.49,0 till 1.48,9. Den 1 september förbättrade han det ytterligare, till 1.48,6. 
År 1957 förlorade han på sensommaren sitt rekord på 800 meter till Rolf Gottfridsson, som sprang på 1.48,2. Senare på hösten, den 4 oktober i Aten, återtog dock Dan Waern rekordet med ett lopp på 1.48,1.
1958 tog Dan Waern hem SM på 800 meter med tiden 1.51,3. Han deltog även vid EM i friidrott i Stockholm, där han tog silvermedalj på 1 500 meter med tiden 3.42,1. Den 19 september satte han nytt världsrekord i löpning 1 000 meter med 2 min, 18,1 sek i Åbo.
Den 27 juli 1959 pressade sig Dan Waern i Malmö ner till 1.47,8 på 800 meter, vilket var nytt svenskt rekord. Vid SM vann han på nytt 800 meter, denna gång med tiden 1.49,7. Den 21 augusti förbättrade han sitt världsrekord i löpning 1 000 meter till 2 min, 17,8 sek i Karlstad, och den 8 september detta år förbättrade han även sitt eget svenska rekord på 1 500 m till 3.40,7. Hans 2.17,8 på 1 000 m från detta år stod sig fram till Johan Rogestedt den 15 juli 2016 putsade den då 57 år gamla rekordtiden till 2.17,67.
Under nio veckor 1959 deltog Waern i 36 lopp på sträckor från 800 till 3 000 meter. Han vann 32 av loppen och blev tvåa i resterande fyra.

### 1960-talet
Waern tog ytterligare ett SM-tecken 1960, på 800 meter med 1.49,2. Detta år deltog han också i OS i Rom och kom på fjärdeplats på 1 500 meter på 3.40,0 – ett nytt svenskt rekord.  Den 25 augusti 1961 satte Dan Waern ett sista svenskt rekord på 800 meter genom att springa på 1.47,5 i Borås. Han behöll rekordet tills Anders Gärderud slog det 1968.
Waern diskvalificerades på sensommaren 1961 på livstid från all friidrott på grund av brott mot amatörreglerna. Han hade i en tidningsartikel erkänt att han vid några tillfällen tagit emot pengar för att ställa upp i tävlingar, vilket var vanligt sedan lång tid tillbaka. Svenska Friidrottsförbundet avstängde dock 28-åringen Waern, enligt då gällande reglemente.

### Efter löpkarriären
Numera är Dan Waern bosatt i Bollebygd i Västergötland. Han har bott på den gård, som han köpte efter löparkarriärens slut. Han är änkeman sedan 2000 och far till tre barn (två söner och en dotter).

## Meriter
- SM-guld (16, varav 7 i stafett; 1954–1961)[1]
- Stor grabb nummer 192 i friidrott (1956)[1]
- Svenska Dagbladets guldmedalj (1957)[1]